# Festival Désir... Désirs

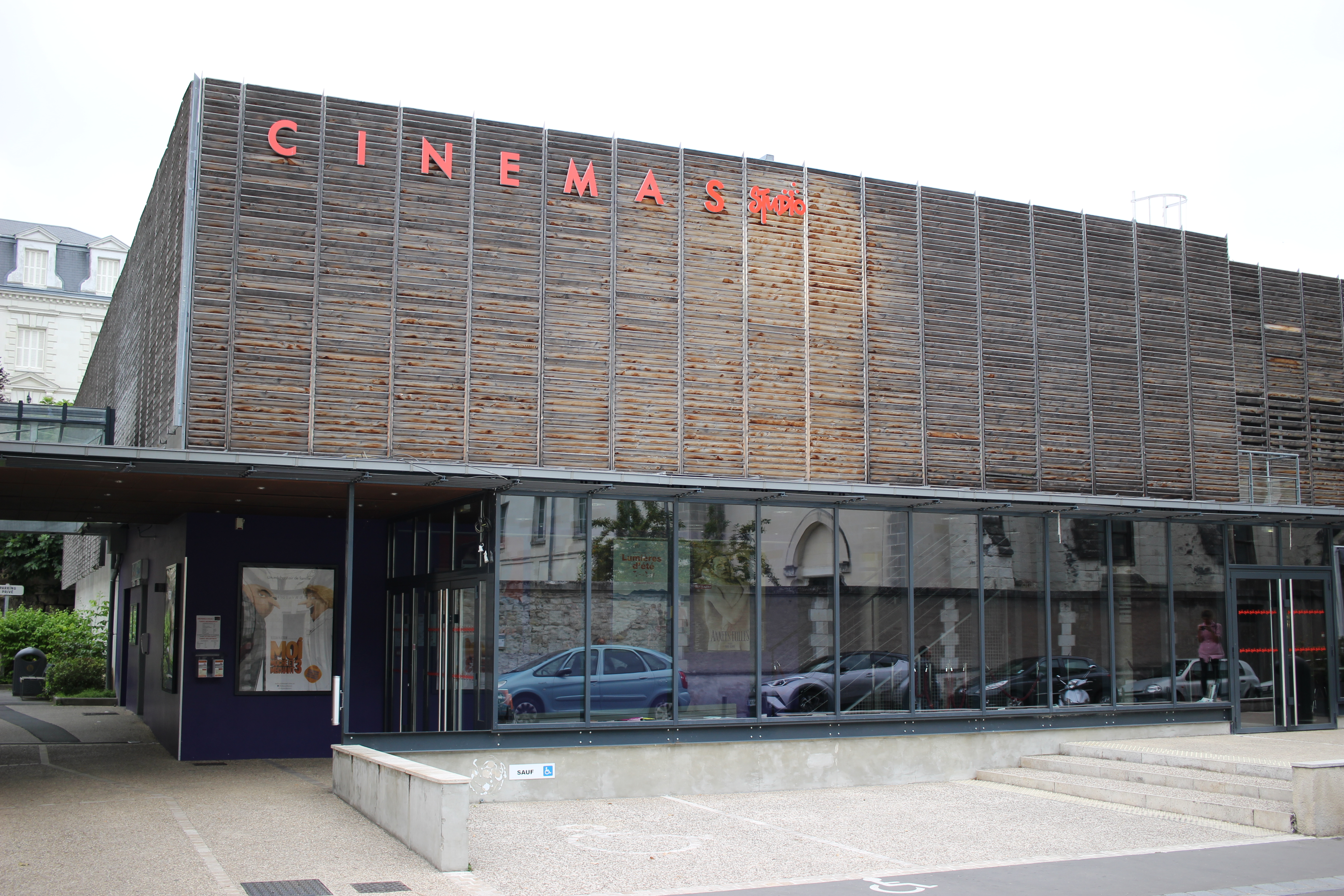
L'une des façades du Cinéma Studio, à Tours, en 2017.

Désir... Désirs est un festival de cinéma essentiellement LGBT et à ce titre, s'il n'est pas le premier du genre, il est le plus ancien de France encore en activité. Il est organisé par les Cinémas Studio à Tours, et se déroule chaque année en janvier depuis 1993 dans la métropole de Tours, à Blois, Azay-le-Rideau, Pont de Ruan ou encore Loches. Ce festival aborde de manière générale les thématiques liées aux désirs, à la place des minorités dans la société et à l'identité de genre.

## Historique
En 1992, la Maison des homosexualités de Touraine, avec Philippe Perol et Rémi Lange, propose aux cinémas d'art et essai Les Studio à Tours, l'organisation d'un cycle de cinéma. D'abord intitulé Autres Désirs, le festival devient Désir... Désirs à partir de 1995. Il met en exergue les rapports de genre et les relations qu'entretient la société avec ses minorités sexuelles et de genre. En 2023, le festival célèbre sa 30e édition. À cette occasion, l'ouvrage Désir... Désirs, un roseau sauvage est publié. Il revient sur l'évolution du festival tout en mettant en parallèle les transformations de la société et du cinéma. Ouvrage collectif, il est rédigé par 9 auteurs et autrices dont Tahnne, Karine Espineira, Didier Roth Betoni ou encore Rémi Lange.

## Organisation
Le festival Désir... Désirs est constitué de six bénévoles membres des Cinémas Studio dont un coordinateur, Mickael Achard. Le festival se veut varié et éclectique tant dans son approche du cinéma et de l'art, que dans sa manière d'aborder les thématiques de genre, de sexualité et d'apprentissage du désir. Engagé contre toutes les formes d'exclusion et de discrimination, il a pour objectif d'éduquer les publics sur ces questions. Chaque année, les organisateurs proposent un focus afin d'aborder et de réfléchir un thème en particulier. En 2017, le focus, Haram, permettait de questionner la notion de sexualité et de genre dans le monde arabe.

## Éditions
Les dernières éditions ont eu lieu la troisième semaine de janvier.
| Année | Édition     | Focus                      |
| ----- | ----------- | -------------------------- |
| 2002  | 10e édition | Le monde arabe             |
| 2003  | 11e édition | Jean Genet                 |
| 2005  | 12e édition | Le corps graphique         |
| 2006  | 13e édition | Dévoration                 |
| 2007  | 14e édition | L'indésirable              |
| 2008  | 15e édition | La destinerrance           |
| 2009  | 16e édition | L'amour de soi             |
| 2010  | 17e édition | Amours d'enfance           |
| 2011  | 18e édition | Empreinte                  |
| 2012  | 19e édition | La petite musique du désir |
| 2013  | 20e édition | Unique en son genre        |
| 2014  | 21e édition | Cuerpos                    |
| 2015  | 22e édition | Regards croisés            |
| 2016  | 23e édition | Solitaires                 |
| 2017  | 24e édition | Haram                      |
| 2018  | 25e édition | Diktat                     |
| 2019  | 26e édition | Les invisibles             |
| 2020  | 27e édition | Exodes                     |
| 2021  | 28e édition | A fleur de peauX           |
| 2022  | 29e édition | Freaks                     |
| 2023  | 30e édition | La comédie humaine         |

## Prix du public
Depuis 2015, le festival Désir... Désirs remet le Prix du public  lors de sa séance libres courts.
| Année | Court-métrage                    | Réalisateur - réalisatrice            | Durée  |
| ----- | -------------------------------- | ------------------------------------- | ------ |
| 2015  | Je sens le beat qui monte en moi | Yann le Quellec                       | 32 min |
| 2016  | Espace                           | Eléonor Gilbert                       | 14 min |
| 2017  | Au bruit des clochettes          | Chabname Zariab                       | 26 min |
| 2018  | Calamity                         | Maxime Feyers et Séverine de Streyker | 22 min |
| 2019  | Marguerite                       | Marianne Farley                       | 19 min |
| 2020  | Chechnya, la purge               | Jordan Goldnadel                      | 15 min |
| 2021  | Mauvais Genre                    | Sarah Al Atassi                       | 26 min |
| 2022  | Dans la nature                   | Marcel Barelli                        | 5 min  |
| 2023  | Blind Date                       | Mona Khaouli                          | 12 min |

## Autour du festival

### Invités
Afin d'aborder et de mettre en débat les thématiques du festival, Désir... Désirs invite des acteurs et réalisateurs du cinéma d'art et d'essai, des intervenants spécialistes de ces questions et des artistes de toutes les disciplines.
En 2016 étaient notamment présents les réalisateurs Olivier Ducastel et Jacques Martineau.
En 2017 étaient notamment présents les écrivains et écrivaines Leïla Slimani, Abdellah Taïa, Rita El Khayat, le réalisateur Patric Chiha, l'artiste Soufiane Ababri.
En 2018 étaient notamment présents les réalisateurs Océan (alors identifié sous le nom d'Océanerosemarie) et Dominique Choisy, l'homme politique Jean-Luc Roméro.
En 2019 étaient notamment présents l'actrice et réalisatrice Arielle Dombasle, l'auteur Pochep, l'acteur Jonas Ben Ahmed ou la réalisatrice Wanuri Kahiu.
En 2020 étaient notamment présents l'actrice Léa Drucker et les humoristes Océan et Tahnee.
En 2022 étaient notamment présents l'actrice et réalisatrice Maria de Medeiros, l'historien Didier Roth-Bettoni ou le réalisateur Bertrand Mandico.
En 2023 étaient notamment présents les écrivains et écrivaines Philippe Besson, Arnaud Cathrine, Lexie, Didier Lestrade, l'artiste Tom de Pekin ou la sociologue Irène Théry.

### Villes et structures participantes
Depuis quelques années le festival s'exporte au-delà de la ville de Tours et propose une programmation artistique transdisciplinaire avec l'ensemble de ses partenaires : exposition, performance, danse, théâtre, lecture, concert, conférence.
Depuis 2015, le festival s'est installé au Cinéma Les Lobis de Blois, au Théâtre de Vaugarni à Pont de Ruan, dans la Médiathèque La Canopée d'Azay-le-Rideau, à Saint Pierre des Corps, au Théâtre du Rossignolet à Loches, à la Chapelle Sainte Anne à La Riche ou au Temps Machine à Joué-les-Tours, 

### Partenaires

#### Métropole de Tours
- Ville de Tours

- Centre dramatique national de Tours
- Université de Tours
- École supérieure des beaux-arts de Tours
- Le Temps Machine
- Bibliothèque municipale de Tours
- Eternal Gallery
- Chapelle Sainte Anne
- Centre chorégraphique national de Tours
- Pôle des arts urbains
- Plessis-Théâtre
- Ville de Notre Dame d'Oé
- Cinéma Le Générique
- CCCOD

#### Indre-et-Loire
- Conseil Départemental d'Indre-et-Loire
- Médiathèque Municipale - Saint Pierre des Corps
- Médiathèque La Canopée - Azay-le-Rideau

- Théâtre du Rossignolet – Loches
- Théâtre Vaugarni – Pont de Ruan

#### Loir-et-Cher
- Cinémas Les Lobis – Blois

#### Autres partenaires
- Région Centre-Val de Loire
- Ciclic
- Centre LGBTI de Touraine
- Dilcrah
- Osez le féminisme !
- Planning familial
- Amnesty International

## Fréquentation
Le festival accueille un public large et varié des cinémas Studio et d'ailleurs. En 2017, le nombre total de festivaliers sur la programmation culturelle est de 4267 dont 1895 aux projections de cinéma.